# Рокитненська сільська рада (Нововодолазький район)
Роки́тненська сільська́ ра́да — адміністративно-територіальна одиниця та орган місцевого самоврядування в Нововодолазькому районі Харківської області. Адміністративний центр — село Рокитне.

## Загальні відомості
- Територія ради: 47,1 км²
- Населення ради: 1 372 особи (станом на 2001 рік)
- Територією ради протікає річка Мжа.

## Населені пункти
Сільській раді підпорядковані населені пункти:
- с. Рокитне
- с. Мокра Рокитна

## Склад ради
Рада складається з 14 депутатів та голови.
- Староста: Дідусенко Сергій Олександрович

### Керівний склад попередніх скликань
| Прізвище, ім'я, по батькові   | Основні відомості                                                 | Дата обрання | Дата звільнення |
| ----------------------------- | ----------------------------------------------------------------- | ------------ | --------------- |
| Блюдочкіна Людмила Тимофіївна | Сільський голова, 1948 року народження                            | 26.03.2006   | 31.10.2010      |
| Сльота Олексій Васильович     | Сільський голова, 1952 року народження, освіта вища, безпартійний | 31.10.2010   |                 |

Примітка: таблиця складена за даними сайту Верховної Ради України

### Депутати
За результатами місцевих виборів 2010 року депутатами ради стали:

#### За суб'єктами висування
| Суб'єкт висування | Кількість обраних депутатів | %    |
| ----------------- | --------------------------- | ---- |
| Самовисування     | 9                           | 64,3 |
| Партія регіонів   | 5                           | 35,7 |

#### За округами
| № округу        | Прізвище, ім'я, по батькові        | Дата визнання обраним | Освіта             | Партійна приналежність             | Відомості про обраного депутата                                         |
| --------------- | ---------------------------------- | --------------------- | ------------------ | ---------------------------------- | ----------------------------------------------------------------------- |
| Партія регіонів |                                    |                       |                    |                                    |                                                                         |
| 3               | Купріяненко Павло Олексійович      | 03.11.2010            | вища               | член Партії регіонів               | Рокитненський ПАЛ, викладач                                             |
| 5               | Софіч Олег Васильович              | 03.11.2010            | вища               | позапартійний                      | Рокитненський ПАЛ, старший майстер                                      |
| 11              | Романенко Галина Митрофанівна      | 03.11.2010            | середня спеціальна | член Партії регіонів               | домогосподарка                                                          |
| 12              | Собакар Любов Петрівна             | 03.11.2010            | середня спеціальна | член Партії регіонів               | домогосподарка                                                          |
| 14              | Кіфяк Марія Миколаївна             | 03.11.2010            | середня спеціальна | член Партії регіонів               | Рокитненська сільська рада, секретар                                    |
| Самовисування   |                                    |                       |                    |                                    |                                                                         |
| 1               | Чапля Олександр Олексійович        | 03.11.2010            | вища               | член Партії регіонів               | фізична особа-підприємець, орендатор ставків                            |
| 2               | Гречуха Наталія Семенівна          | 03.11.2010            | вища               | позапартійна                       | Рокитненська загальноосвітня школа І-ІІІ ст., вчитель                   |
| 4               | Нестеренко Валерій Іванович        | 03.11.2010            | вища               | член Партії регіонів               | пенсіонер                                                               |
| 6               | Одринченко Станіслав Володимирович | 03.11.2010            | вища               | позапартійний                      | Харківська філія ВАТ «Укртелеком», електромонтер                        |
| 7               | Дмітрієва Ольга Федорівна          | 03.11.2010            | вища               | член Соціалістичної партії України | пенсіонер                                                               |
| 8               | Будник Микола Вікторович           | 03.11.2010            | вища               | позапартійний                      | Рокитненський ПАЛ, керівник фіз.виховання                               |
| 9               | Пензев Валерій Іванович            | 03.11.2010            | вища               | позапартійний                      | Рокитненська загальноосвітня школа І-ІІІ ст., заступник директора з НВР |
| 10              | Сльота Володимир Петрович          | 03.11.2010            | вища               | позапартійний                      | пенсіонер                                                               |
| 13              | Паршин Михайло Васильович          | 03.11.2010            | вища               | позапартійний                      | Рокитненська загальноосвітня школа І-ІІІ ст., оператор газової котельні |